# TomTom
TomTom (Euronext: TOM2) é uma empresa neerlandesa fabricante de sistemas de navegação para automóveis.

## História[2]
O grupo TomTom foi fundado em 1991 por quatro pessoas, incluindo três membros da atual direção: Peter-Frans Pauwels, Pieter Geelen e Harold Goddijn.
Focados no desenvolvimento de um software para dispositivos móveis, enfrentaram desafios técnicos para a época: baixa capacidade de memória, limitações inerentes ao tamanho do dispositivo, capacidade de processamento e armazenamento de dados.
Entre os anos de 1991 a 1996, centralizaram no desenvolvimento de aplicativos para dispositivos móveis, incluindo a leitura de código de barras, antes de mudar o foco para o desenvolvimento de produtos de softwares para PDAs.
Em 2001, Harold Goddijn foi nomeado CEO, no que direcionou a empresa rumo a navegação automóvel. O primeiro produto de navegação para PDAs foi o TomTom Navigator, lançado em Junho de 2002. Este produto era vendido como um pacote que incluía um receptor GPS e o seu fixador. As vendas do software de navegação atingiram €8 milhões no exercício encerrado em 31 de Dezembro de 2002.
Desde 2005 a empresa é notada na Euronext Amsterdão e entrou no AEX Index em março de 2006. Em 2007 a empresa adquiriu a Tele Atlas (uma fornecedora de mapas para sistemas de informação geográfica e navegação) por 2 bilhões de euros.

## Estrutura acionista
Acionistas com participações acima de 5 % (2008):
- Stichting Beheer Moerbei (Pieter Geelen): 13,04 %
- Stichting Beheer Pillar Arc (Peter-Frans Pauwels): 13,04 %
- The Corinne Vigreux-Goddijn 2005 Trust: 13,04 %
- The Harold Goddijn 2005 Trust: 13,04 %

## Produtos e serviços

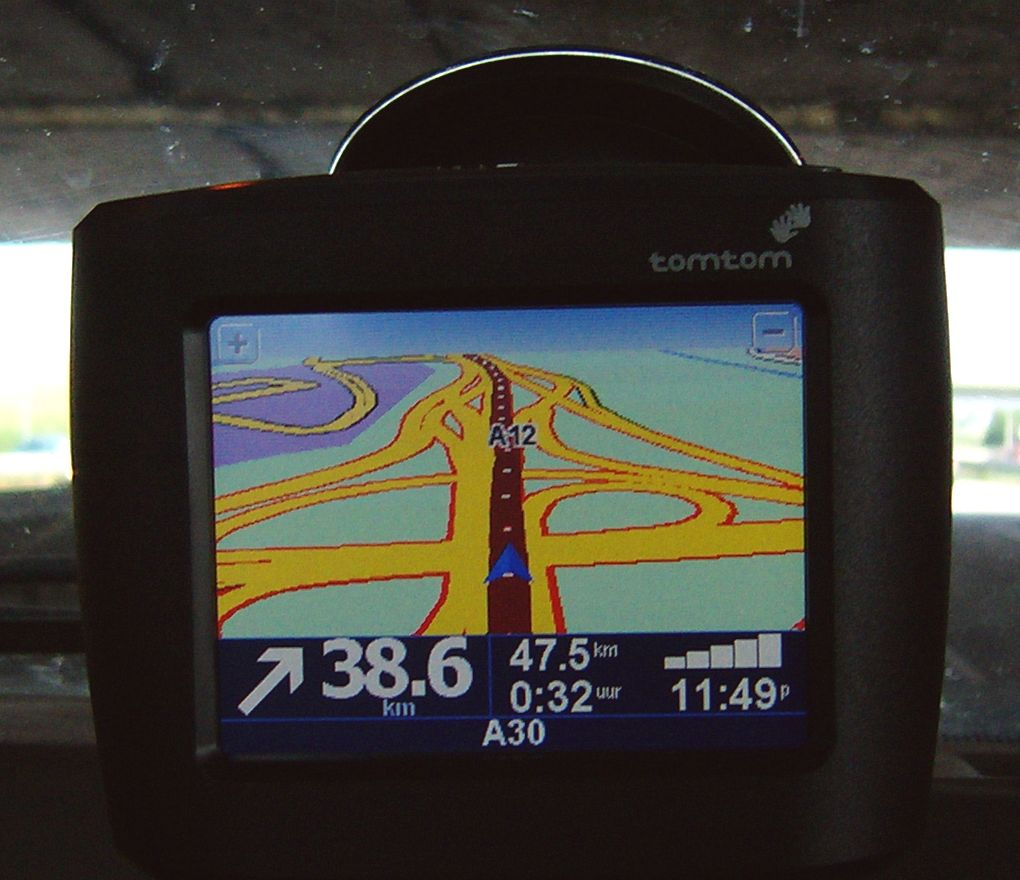
TomTom One

A TomTom oferece diversos produtos que variam entre dispositivos de navegação, software para utilização em dispositivos móveis, aquisição de mapas de outros países e acessórios como carregadores, bolsas de transporte e ventosas.
Entre os serviços oferecidos constam (alguns destes serviços não estão disponíveis no Brasil):
- TomTom PLUS: Este inclui o aviso de radares, canal de meteorologia, escolha de novas vozes de navegação e alerta de trânsito.[7]
- TomTom LIVE: Em outubro de 2008 foi lançado o serviço LIVE, específico para o TomTom GO 940. Através de um cartão SIM, era possível receber informações por wireless. Estes serviços incluem informações de trânsito (HD Traffic), alertas de segurança, buscas de pontos de interesse no google e preços de combustíveis.
- Map Share: Lançado em Junho de 2007, o Map Share permite que os usuários possam fazem mudanças nos mapas através do dispositivo de navegação e compartilhar com outros através de uma conexão com a internet. O motorista pode bloquear/desbloquear uma rua, mudar a direção de tráfego, editar o nome de uma rua, adicionar/remover pontos de interesse.[8]